# Lincheng (köpinghuvudort i Kina, Jiangsu Sheng, lat 32,89, long 119,83)
Lincheng (kinesiska: 临城, 临城镇) är en köpinghuvudort i Kina. Den ligger i provinsen Jiangsu, i den östra delen av landet, omkring 130 kilometer nordost om provinshuvudstaden Nanjing. Antalet invånare är 42 492. Befolkningen består av 20 719 kvinnor och 21 773 män. Barn under 15 år utgör 13,0 %, vuxna 15-64 år 70 %, och äldre över 65 år 15,0 %.
Runt Lincheng är det tätbefolkat, med 613 invånare per kvadratkilometer. Närmaste större samhälle är Shaoyang, 4,6 km norr om Lincheng. Trakten runt Lincheng består till största delen av jordbruksmark.
Genomsnittlig årsnederbörd är 1 119 millimeter. Den regnigaste månaden är juli, med i genomsnitt 254 mm nederbörd, och den torraste är januari, med 28 mm nederbörd.